# 乌尔里希·施雷克
乌尔里希·施雷克（德語：Ulrich Schreck，1962年3月11日—），德国男子击剑运动员。他曾获得1988年夏季奥运会男子花剑团体银牌和1992年夏季奥运会男子花剑团体金牌。